# Skepperiella cochlearis
Skepperiella cochlearis är en svampart som beskrevs av Pegler 1973. Skepperiella cochlearis ingår i släktet Skepperiella och familjen Marasmiaceae.   Inga underarter finns listade i Catalogue of Life.